# Smeerpijp

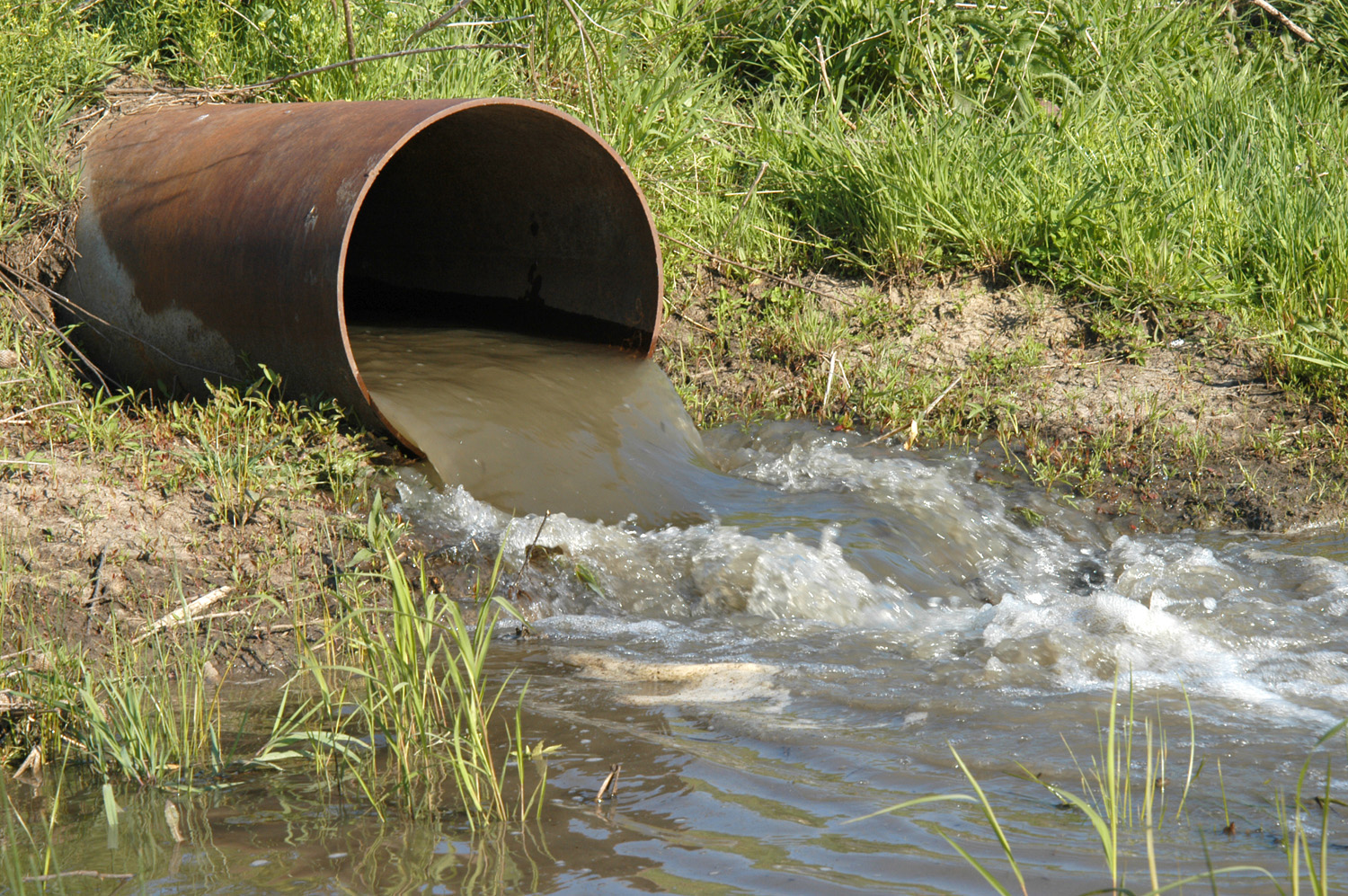
Lozing van ongezuiverd afvalwater

Smeerpijp is een bijnaam die vaak gegeven wordt aan lozingspijpen voor vloeibaar afval. Oorspronkelijk was het een scheldwoord voor een smerig persoon, vuilak.
Voordat het milieubewustzijn gemeengoed werd, was het voor fabrieken niet ongebruikelijk om vloeibaar afval direct op het oppervlaktewater te lozen. Als dat in de omgeving niet kon, bijvoorbeeld door stankoverlast, werd soms een smeerpijp aangelegd, zodat het afval op een plek uitkwam waar het minder overlast veroorzaakte.
Door de opkomst van het milieubewustzijn in de jaren '60 werd het noodzakelijk om afvalwater te filteren of op te slaan, en raakten veel smeerpijpen in onbruik. Enkele werden echter niet opgeruimd, maar bleven achter met binnenin een laag vervuild slib.
Buizen die niet meer gebruikt worden of oude buizen, kunnen lek raken en het omringende milieu verontreinigen.